# Stopselclub

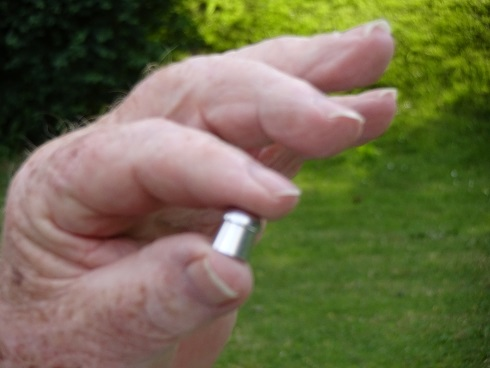
Un membre d'un Stopselclub présente son bouchon. Dans ce cas particulier, le "bouchon" est un objet cylindrique personnalisé usiné à partir d'un métal; Cependant, les bouchons en liège ou en caoutchouc sont souvent utilisés par d'autres Stopselclubs.

Villes dans lesquelles un local Stopselclub est connu. En arrière-plan, l'état allemand de Bavière est mis en évidence, puisque presque tous les Stopselclubs sont situés dans cet état.

Un Stopselclub (allemand pour bouchon-club) est un club social dont les membres doivent toujours porter un bouchon,,.
Chaque fois que deux membres d'un tel club se rencontrent, chacun d'eux peut exiger que l'autre doit montrer son bouchon.
Un membre qui ne peut pas montrer son bouchon, par exemple parce qu'il l'a oublié à la maison, doit payer une petite amende monétaire.
L'argent qui est perçu au moyen de ces amendes est habituellement utilisé pour acheter de la bière lors de la prochaine réunion du club.
Les Stopselclubs ont existé au moins depuis le milieu du vingtième siècle dans l'état allemand de Bavière.
De temps en temps, les Stopselclubs soutient également des projets de charité,.
Il y a plus de 100 Stopselclubs en Bavière.